# 田口正剛
田口 正剛（たぐち まさたか）は、日本の実業家。株式会社マネジメントソリューションズの元代表取締役副社長、INTLOOP株式会社のシニアバイスプレジデント。

## 人物・来歴
CIS株式会社（現ソニーグローバルソリューションズ株式会社）、PMO専門会社である株式会社マネジメントソリューションズを経て、現職。製造業向けコンサルタントとしてキャリアをスタートし、ソニーグループの大規模プロジェクトでのPMOとしての経験を多数積む。その経験を活かして2005年に株式会社マネジメントソリューションズに創業メンバーとして参画、2007年に取締役に就任、2014年より代表取締役副社長に就任し、同社の事業拡大に寄与した

## 専門領域
プロジェクトマネジメントが専門であり、株式会社マネジメントソリューションズのメソッドは田口正剛のノウハウが生かされている。